# سیارک ۲۸۳۶
سیارک ۲۸۳۶ (به انگلیسی: 2836 Sobolev، نامگذاری:1978YQ) دو هزار و هشتصد و سی و ششمین سیارک کشف شده‌است که در ۲۲ دسامبر ۱۹۷۸ کشف شد.
قدر مطلق سیارک برابر ۱۱٫۴۰ است.